# Lydia Tchoukovskaïa
Lydia Korneïevna Tchoukovskaïa (en russe : Ли́дия Корне́евна Чуко́вская), née Lydia Nikolaïevna Korneïtchoukova le 11 mars 1907 (24 mars dans le calendrier grégorien) à Saint-Pétersbourg en Russie impériale et morte le 7 février 1996 à Moscou en fédération de Russie, est une femme de lettres et critique littéraire russe et soviétique.

## Biographie
Fille de Korneï Tchoukovski et de son épouse, née Maria Borissovna Goldfeld, elle est naturellement influencée par son père qui écrivait pour les enfants. C'est ainsi qu'elle débute dans la vie active dans la maison d'édition de littérature enfantine russe que dirige Samouil Marchak avec pour fonction de choisir les manuscrits et, éventuellement, de les corriger. Elle y a pour collègue son amie Tamara Gabbe.
D'un premier mariage (1929) avec le critique littéraire César Volpé naît une fille Elena (ru) en 1931. Mais le couple se sépare dès 1933.

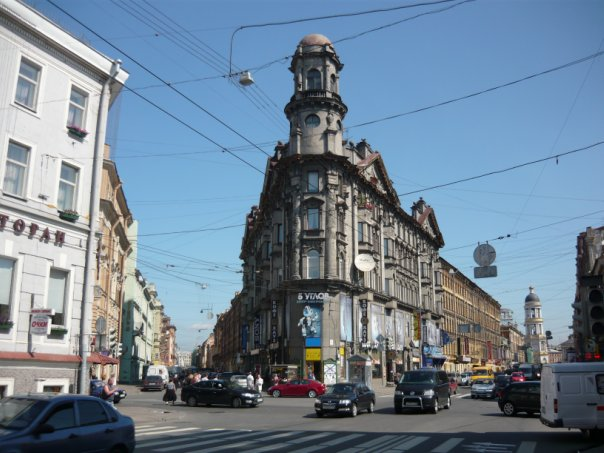
Immeuble où demeuraient Lydia Tchoukovskaïa et son époux Matveï Bronstein avant l'arrestation de ce dernier en 1937

Son second mari, le physicien Matveï Bronstein qui l'aide dans son activité de militante défendant les droits de l'homme, est arrêté en 1937 et fusillé en 1938 à l'âge de 31 ans, ce que son épouse apprend beaucoup plus tard. Elle échappe à l'arrestation en quittant son appartement du 38 rue Rubinstein à Léningrad, mais perd son travail. En secret et au péril de sa vie, elle écrit pendant les purges, de 1939 à 1940, le roman La Maison déserte, parfois édité sous le titre Sophia Petrovna qui est une enquête sur les victimes de la terreur stalinienne. De 1949 à 1957, elle écrit La Plongée dans la même veine.
Après le 20e congrès du PCUS, du 14 au 25 février 1956, elle présente le manuscrit de La Maison déserte aux éditions « Les Écrivains soviétiques ». Il est accepté en 1962, mais ensuite il n'est pas publié en URSS. En France, il paraît à la Librairie des Cinq Continents en 1965. Son essai, Dans le laboratoire de l'éditeur peut quand même paraître dans son pays en 1960.
Indéfectible militante des droits de l'homme, elle entreprend la défense de Boris Pasternak puis en février 1966, celle d'Andreï Siniavski et de Iouli Daniel pendant leur procès, par l'envoi aux journaux de lettres ouvertes (par samizdat) qui ne sont jamais publiées. Elle prend aussi ouvertement position en faveur d'Alexandre Soljenitsyne et d'Andreï Sakharov. Les autorités réagissent : elle n'est plus éditée et est exclue de l'Union des écrivains de l'URSS en 1974.
En 1980, paraissent en France ses Entretiens avec Anna Akhmatova dialogue d'un quart de siècle avec son amie interrompu pendant dix ans (1938-1941) et (1952-1962) qui, en France, est adapté au théâtre par Isabelle Lafon et Valérie Blanchon sous le titre Journal d'une autre. La même année, son œuvre Les Chemins de l'exclusion reçoit le Prix de la Liberté décerné par le PEN club français.
On lui doit aussi un livre consacré à l'exil des Décembristes, Les Décembristes en Sibérie.

## Œuvres traduites en français
- Sophia Petrovna, aussi connu sous le titre La Maison déserte, publié en 1965 en France. (réédition aux Interférences, trad. Sophie Benech, 2007).
- Entretiens avec Anna Akhmatova, Albin Michel, 1980 (édition partielle). Édition intégrale parue sous le même titre en 2019 aux éditions Le Bruit du temps  (ISBN 978-2358731379)
- La Plongée, Calman-Levy, 1974, Rombaldi, 1976, réédition Le Bruit du temps, traduction Sophie Benech, 2015.
- Les Chemins de l'exclusion, essai sur les mœurs littéraires en Russie, éditions Encre, traduction G. Brissac, 1980.

## Sources
- Une très grande partie des renseignements figurant sur cette page a été prise dans la préface écrite par Jean Blot pour le livre La Plongée de Lydia Tchoukovskaïa, traduit par André Bloch, édité par les éditions Calmann-Lévy le 1er janvier 1974 [réf. nécessaire].